# 褐斑裸胸鱔
褐斑裸胸鱔，又稱褐斑裸胸鯙，為輻鰭魚綱鰻鱺目鯙亞目鯙科的其中一種，分布於印度太平洋區，從東非至土阿莫土群島海域，棲息深度可達25公尺，體長可達20公分，為底棲性魚類，生活在向海的礁石區，屬肉食性，生活習性不明。

## 擴展閱讀
維基物種上的相關：褐斑裸胸鱔